# 어이그, 저 귓것
"어이그, 저 귓것"은 2011년에 개봉한 대한민국의 영화이다.

## 캐스팅
- 오영순 : 점빵할망 역
- 문석범 : 귓것하르방 역
- 양정원 : 용필 역
- 이경준 : 경준 / 뽕똘 역
- 주하진 : 대영 / 댄서 김 역